# Молочник (профессия)

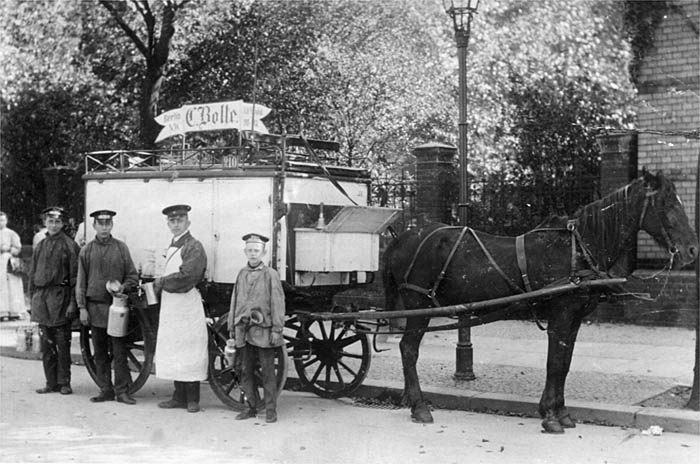
Телега молочника в Германии конца XIX века.

Молочник — представитель массово существовавшей до середины XX века в городах Европы и Америки профессии, занимавшийся доставкой тем или иным способом свежего молока городским жителям и, реже, в некоторые государственные учреждения (например, в школы). Ныне эта профессия в большинстве развитых стран полностью или в значительной мере прекратила своё существование, хотя по-прежнему существует, пусть и в значительно меньших масштабах, в Великобритании, Ирландии, США, Канаде и ряде других англоязычных стран, в некоторых других европейских и развивающихся странах, а в Азии распространена до сих пор.
Профессия молочников существовала с давних времён, но охватывала всегда лишь города, поскольку в сельской местности не было недостатка в свежем молоке. Профессия существовала до изобретения и распространения холодильников в домах городских жителей и начала массовых продаж пастеризованного и упакованного на молокозаводах молока в магазинах, что в большинстве государств стало обычным явлением лишь к середине XX века. Доставки осуществлялись различными способами: если до конца XIX века молочники чаще всего ездили на запряжённых лошадьми, ослами или мулами повозках, то в первые десятилетия XX века стали использовать велосипеды, мотоциклы или небольшие автомобили. До середины XIX века большинством молочников были крестьяне из соседних с городом деревень, но затем стали появляться специализированные компании, предлагавшие ежедневную доставку свежего молока. В Великобритании такие компании появились в 1860-х годах, когда появилась возможность ежедневно доставлять свежее молоко в города с помощью железных дорог. Некоторым людям поставки молока осуществлялись трижды в день.
В англоязычных странах доставка молока обычно осуществлялась в небольших бутылях прямо на дом, и двери (а в некоторых случаях даже стены) большинства частных домов в этих странах вплоть как минимум до 1920-х годов изначально делались с небольшими квадратными дверками в нижней части дверного полотна или боковой стены, через которые молочники перемещали бутылки в помещение. В Великобритании 1940-х годов молочники носили особую «форменную» одежду, а оплату за свои услуги брали непосредственно с горожан раз в неделю.
В странах континентальной Европы, в первую очередь в Германии, Греции и Нидерландах, были больше распространены «уличные» молочники, то есть ездившие по улицам городов с телегами, гружёнными большими бидонами, и призывавшие желающих покупать у них молоко, которое отливали из этих бидонов в ёмкости покупателей; к 1950-м годам в большей степени распространилась торговля непосредственно молочными бутылками, но по-прежнему на улицах. В небольших городах Германии XIX века была распространена уличная торговля небольшими порциями молока, которую осуществляли таскавшие большие кувшины крестьянские девушки.
В Лондоне службы по доставке молока на дом существуют до сих пор. В США по состоянию на 2005 год 0,4 % потребляемого молока до сих пор поставляется в дома людей молочниками. В Германии некоторые люди занимаются доставкой свежего молока как индивидуальные предприниматели.
В Кыргызстане молочники — крестьяне пригородных сёл. Женщины таскают молоко и другие молочные продукты (айран, каймак, топленое масло) на руках, мужчины используют легковой автотранспорт.